# Luis Herman Irigoyen
Luis Herman Irigoyen oder Luis Hernán Irigoyen (* 7. März 1897 in Buenos Aires; † 16. Juli 1977) war ein argentinischer Diplomat und Botaniker.

## Werdegang
Luis Herman Irigoyen studierte Biologie an der Universidad de Buenos Aires. Am Lehrstuhl für Botanik forschte er in den Bereichen botanische Taxonomie, Pflanzenphysiologie, Phytopathologie und Mikrobiologie.
Irigoyen begann seine diplomatische Karriere als Attaché an der argentinischen Botschaft in Bern.
Luis Irigoyen war von 1932 bis 1944 an der argentinischen Botschaft in Berlin akkreditiert. 1950 wurde Irigoyen Botschafter in Bonn. Dies blieb er bis 1957. Von 1964 bis 1968 war er ein zweites Mal argentinischer Botschafter in Bonn.

## Familie
Seine Eltern waren Hipólito Yrigoyen (1852–1933), zweimaliger argentinischer Staatspräsident, und die Italienerin bzw. Österreich-Ungarin Luisa oder Aloysia Stéphana Bacichi Bonazza (1855–1924). Sie war in erster Ehe, bis zu dessen Tod 1888, mit dem argentinischen Politiker und Schriftsteller Eugenio Cambaceres verheiratet. Seine Muttersprache war Deutsch.
Irigoyen heiratete María Martha Kurth; ihr gemeinsamer Sohn ist Raúl Irigoyen Kurth.

## Publikationen
- Luis Herman Irigoyen, Lucien Hauman: Catalogue des phanerogames de l'Argentina, 1923